# オリファント (戦車)
オリファント (Olifant) は、南アフリカ共和国で開発・運用されている主力戦車である。
オリファントは第二次世界大戦末期にイギリスで開発されたセンチュリオン戦車を元に南アフリカ共和国で独自改良された物である。最初に登場して以来、約40年にわたり南アフリカ共和国陸軍で運用されている。
名称の"オリファント"は英語圏のエレファントの古語に相当し、象を意味する。

## 開発の背景
南アフリカ国防軍（South African Defence Force）は1950年代初頭に約250両のセンチュリオンMk.3/Mk.5を入手し、同じくイギリス製のコメット巡航戦車と共に約20年にわたり陸軍の主力戦車として運用していた。
1970年代になると国防軍はこれらの装備の近代化を模索したが、この当時南アフリカ共和国はアパルトヘイト政策に対する制裁として多くの国から武器等の禁輸措置を受けていた。このため軍はこれまで運用していたセンチュリオンを独自改良し、引き続き主力戦車として運用する事を考えた。
南アフリカで最初に開発されたセンチュリオンの改修型は1972年に開発された"スコキアン" (Skokiaan)で、この車両はセンチュリオンのミーティアガソリンエンジンを米国コンチネンタル製のガソリンエンジン（出力810hp）に、変速機を同じく米国アリソン社製のものに換装した車両で武装は元の20ポンド砲のままであった。1974年にはエンジンに更なる部分的改修を加えた"セメル" (Semel)が開発された。
1975年のアンゴラ内戦において南アフリカ共和国軍はアンゴラ民族解放戦線 (FNLA)、アンゴラ全面独立民族同盟 (UNITA)を支援してアンゴラ国内に侵攻し、ソビエト連邦およびキューバの支援を受けるアンゴラ解放人民運動 (MPLA)と交戦した。この戦いでMPLAの運用したT-54/T-55に対し自軍の改修型センチュリオン (スコキアン/セメル) が優位に戦えない事を知った南アフリカ軍はこれらの戦車の更なる改修を進める事となった。

## 概要
オリファントの開発はアンゴラ内戦の戦訓を受けて1976年頃に開始された。最初のモデルである"オリファント Mk.1"は1979年頃に量産配備された。オリファント Mk.1はセメルを元にサスペンション・砲塔旋回装置・暗視装置などを改良したものであり、主砲やエンジンには大きな変更は加えられていなかった。
1980年代初頭に開発された"オリファント Mk.1A"では軍事的に協力関係にあったイスラエルからの技術提供を受け、主砲とエンジンに大きな変更が加えられていた。オリファントMk.1Aの主砲はイギリスのロイヤル・オードナンス製L7 105mmライフル砲に換装され、エンジンは米国コンチネンタル製AVDS-1790-2系ディーゼルエンジン（出力750hp）に変更されていた。
オリファントMk.1Aの量産配備は1983年頃に実施され、1985年頃にはアンゴラ軍との戦闘に投入された。1987年に発生したアンゴラ軍との戦闘では、アンゴラ軍のT-55/T-62の損失62両に対し、オリファントMk.1Aの損失はわずか2両であった(もっとも、その後のキューバ軍の航空攻撃で戦果は水泡に帰したようである)。
1991年に完成した"オリファント Mk.1B"は元のセンチュリオンから外見的にも大きく変わったものとなった。オリファント Mk.1Bの砲塔本体はオリジナルのセンチュリオンそのものであったが、砲塔の周囲にモジュール式の複合増加装甲が装着され、また車体側面のサイドスカートもセンチュリオンの物とは異なる物が装備されており、外見的にはドイツ連邦軍のレオパルト2や陸上自衛隊の90式戦車のような第三世代主力戦車のような形状に変化している。また、オリファント Mk.1Bではセンチュリオンシリーズの特徴であるホルストマンサスペンションがトーションバー式サスペンションに変更され、エンジン出力も950hpに強化されている。
オリファントMk.1Bが実用化された1990年代前半にはアパルトヘイト政策が廃止される事となり欧米からの経済制裁も段階的に解除され、1990年代後半にはオリファントMk.1A/Bの後継としてフランス製のルクレール、あるいはイギリス製のチャレンジャー2の導入計画も検討されたが、コスト上の問題などから南アフリカ陸軍はオリファントの改修により運用を継続する事を選択し、2003年～2005年には一部のオリファントを"オリファント Mk.2"仕様に改修する計画が開始された。
オリファントMk.2は外見的にはMk.1Bとよく似ており、外見的に識別可能な顕著な相違点としては、砲塔上に装備された箱状の構造物（車長用の視察装置）の存在が挙げられる。内部的にはエンジン出力の増大（1,040hp）、火器管制システム（FCS）の改良およびコンピュータ化された戦闘システム搭載による全天候・夜間戦闘能力および相互行進間射撃能力獲得といった改良が行われている。また、Mk.2の量産モデルに搭載された主砲は従来と同じL7系の105mmライフル砲であるが、設計としてはラインメタル製120mm滑腔砲の搭載も可能とされている。また試作段階ではドイツのレオパルトA5/A6のような楔形の増加装甲を砲塔に装着していた他、車体底面にも地雷に対抗する為に増加装甲の装着が可能になっている。
オリファントMk.2に導入された技術のいくつかは、1990年代に南アフリカで自国開発された"TTD" (Tank Technology Demonstrator) で開発されたものが含まれている。TTDはドイツのレオパルト2の技術を導入して新規開発されたもので外見的にもレオパルト2によく似ていたが、こちらもコスト上の問題から採用はされず、開発された新規技術のみがオリファントMk.2に導入される事となった。オリファントMk.2仕様への改修作業は2000年代前半にBAEシステムズが請け負い、2000年代後半に26両が南アフリカ陸軍に導入されたとされる。

## 画像

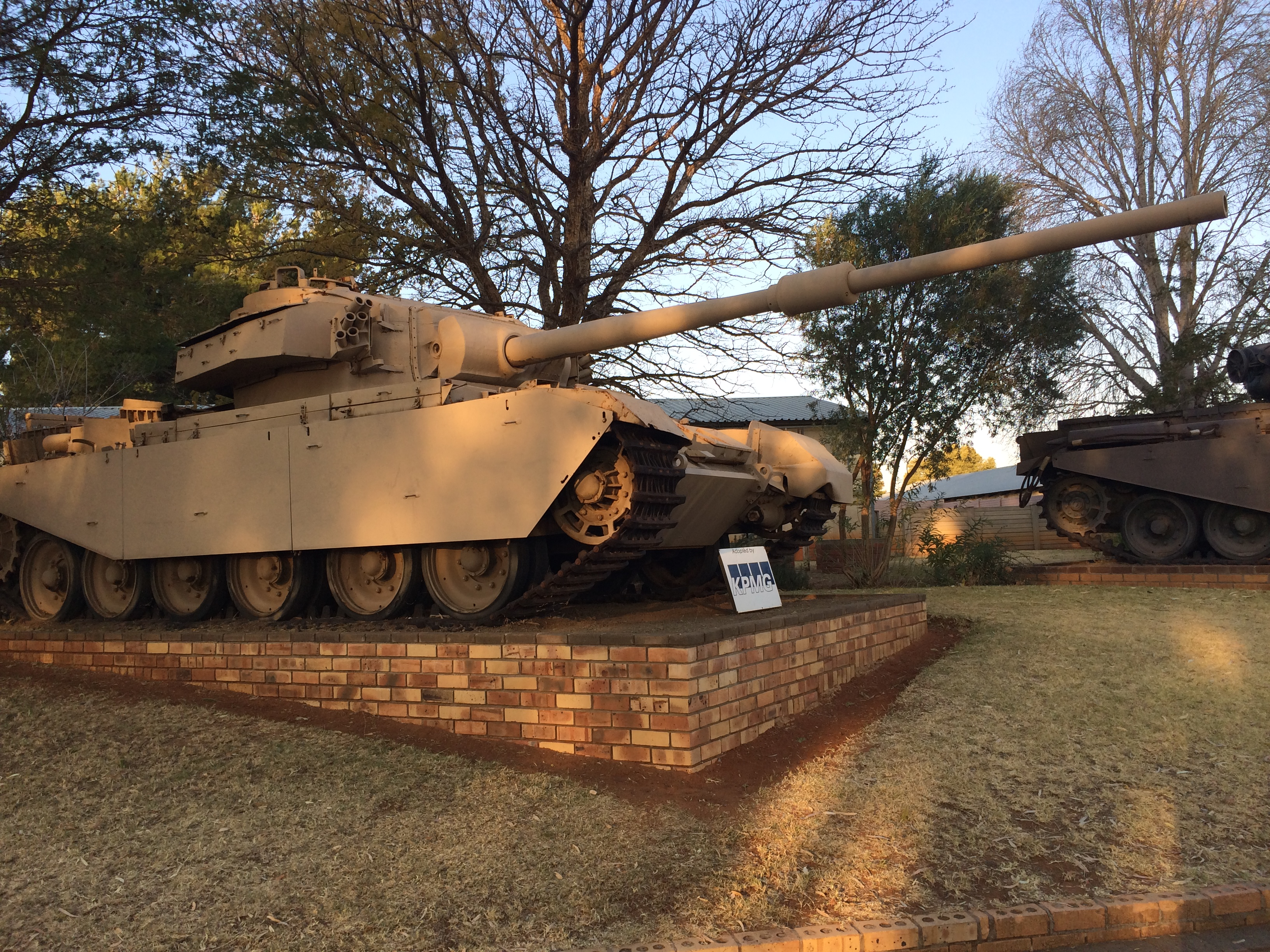
20ポンド砲装備の"スコキアン"
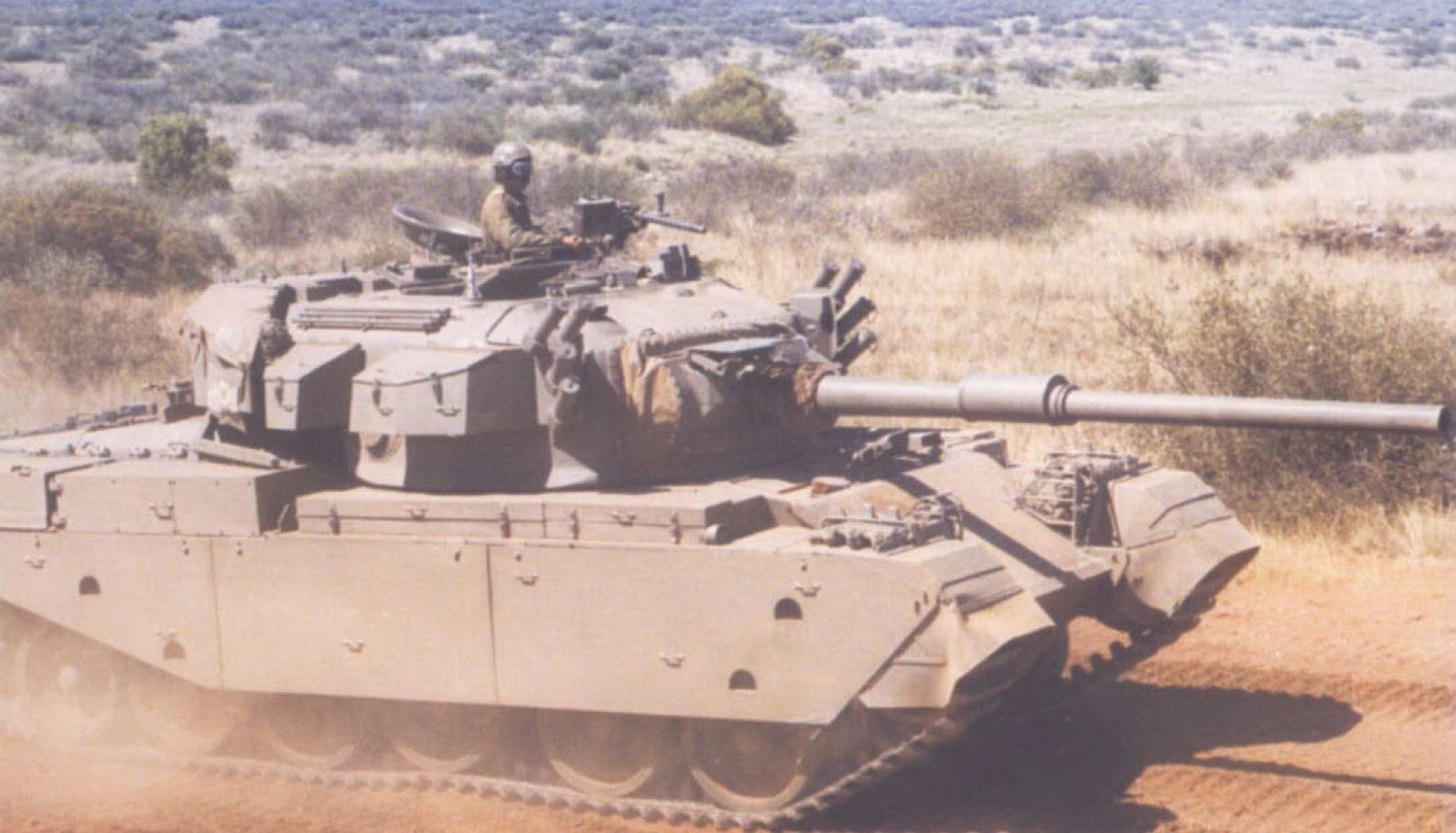
105mmライフル砲装備の"オリファントMk.1A", 1993年。
オリファントMk.1B, 2011年。
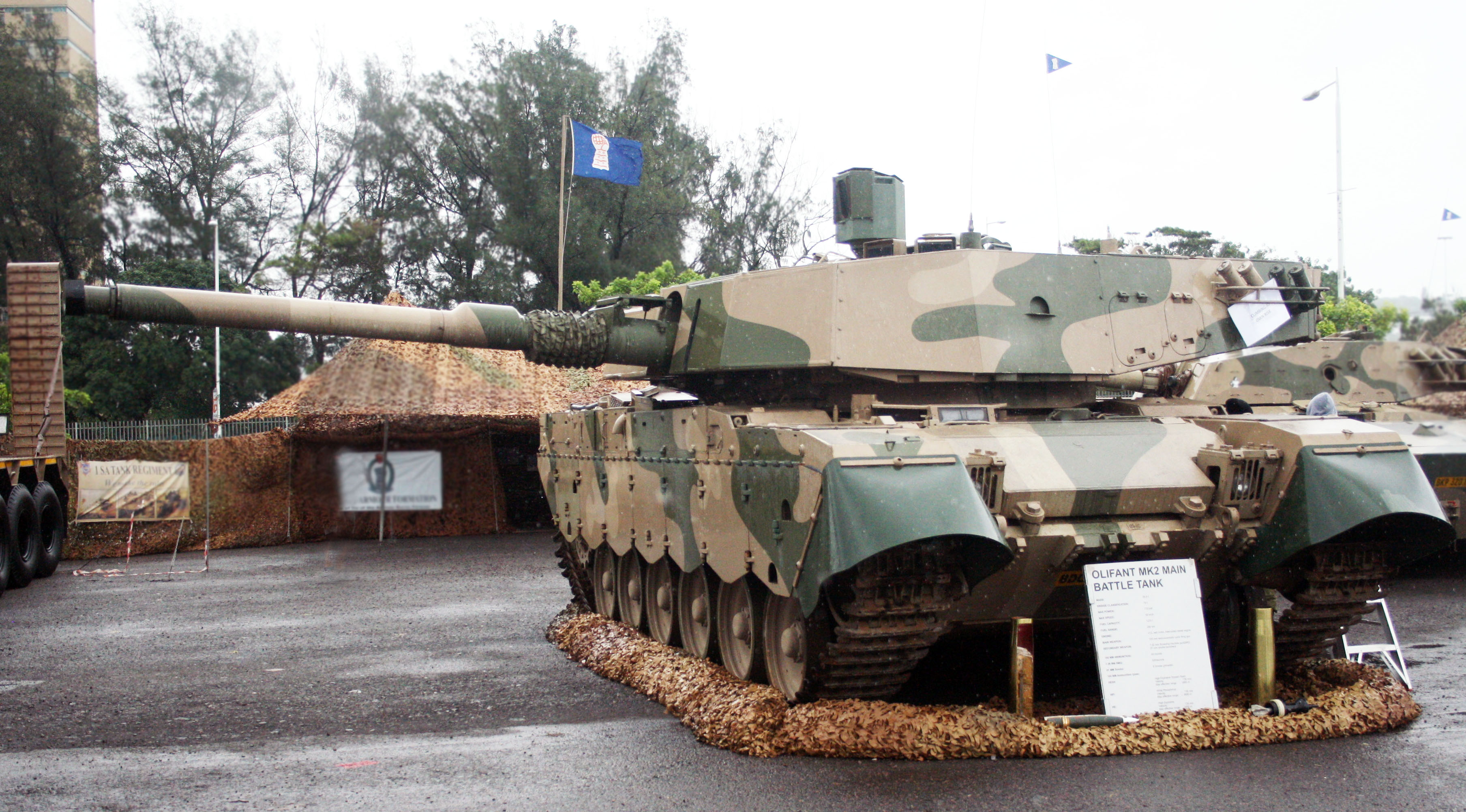
オリファントMk.2, 2017年。